# Mitosynum vockerothi
Mitosynum vockerothi är en skalbaggsart som beskrevs av Campbell 1982. Mitosynum vockerothi ingår i släktet Mitosynum och familjen kortvingar. Inga underarter finns listade i Catalogue of Life.